# Абель Ганс
Абель Ганс (фр. Abel Gance, настоящее имя Эжен Александр Перетон; 25 октября 1889, Париж — 10 ноября 1981, там же) — французский кинорежиссёр, актёр, сценарист.

## Биография
Незаконнорождённый сын богатого врача Абеля Фламанта и Франсуазы Перетон. Мать была замужем за Адольфом Гансом.
Прежде чем сделать карьеру актёра в театре и кино, Ганс работал помощником адвоката. С 1908 года Абель Ганс выступал в театре (Париж, Брюссель). Написал две трагедии. В кино дебютировал в 1909 году как актёр в фильме Леонса Перре «Мольер». Написал книгу поэм «Палец на клавиатуре». Затем увлекается сочинением сценариев. Первую картину, «Плотина» (La Digue), снял в 1911 году. В этот период Ганс написал сценарий и, используя искажающие линзы и зеркала для создания эффекта галлюцинаций, снял короткометражный фильм «Безумие доктора Тюба» 1915 год о бредовых видениях учёного. Он также продолжал создавать фильмы и экспериментировать с освещением, монтажом и камерой. После провала этого фильма поставил ещё десяток картин. Среди них многосерийный фильм «Барбаросса» получил популярность у зрителей.
Был партнёром Макса Линдера во многих фильмах. В 1910 году пишет сценарии для Луи Фейада, Альбера Капеллани, Камилла де Марлона.
В 1914 году мобилизован в армию. Снимал пропагандистские фильмы («Героизм Падди» (1915), «Страс и К» (1915), «Смертельный газ» (1916)).
К наиболее значительным фильмам Ганса, снятым после 1917 года можно отнести «Матерь скорбящую» (Mater Dolorosa), «Десятую симфонию», «Я обвиняю», «Колесо».
В 1927 году ставит «Наполеон», где сам играл роль Сен-Жюста. Фильм задуман как трилогия, но на последующие две части Ганс не находит средств. 1929 — третья часть трилогии поставлена Лупу Пиком: «Наполеон на острове Св. Елены». В 1936 году произошло его озвучивание, а в 1971 вышла на экраны вторая, дополненная редакция. Английскому историку Кевину Браунлоу удалось воссоздать наиболее полную версию, которая произвела фурор в Нью-Йорке в 1981 году.
«Критики охотно подчёркивали амбивалентность творчества Ганса, где соседствуют великолепие и убожество, напыщенность и лиризм, пафос и примитивный символизм, воображение и техническая изобретательность, которой он нередко злоупотребляет, „изобилие новшеств, наряду с жалкими штампами и дурным вкусом“…» (Л. Муссинак)
Первый лауреат национального Гран-при в области кино 1974 года, Абель Ганс завоевал в 1981 году и почётный приз «Сезар».
После выхода фильма «Я обвиняю» Муссинак написал о нём, что его нужно либо полностью принимать, либо полностью отвергать.

## Признание и награды
- 1939 — Номинант на Mussolini Cup Архивная копия от 10 января 2008 на Wayback Machine Венецианского кинофестиваля за фильм «Дама с камелиями» / La Dame aux camelias
- 1981 — Большая золотая медаль SEP

## Фильмография
- 1911 — Плотина / La Digue

Абель Ганс и Дэвид Гриффит

- 1912 — Следы на потолке / Il y a des pieds au plafond
- 1912 — Философский камень / La Pierre philosophe
- 1912 — Маска ужаса / Le Masque d’horreur
- 1912 — Белый негр / Le Negre blanc
- 1915 — Цветок развалин / La Fleur des ruines
- 1915 — Безумие доктора Тюба / La Folie du docteur Tube
- 1915 — Загадка десяти часов / L’Enigme de dix heures
- 1915 — Героизм Падди / L’Heroisme de Paddy
- 1915 — Страсс и компания / Strass et Compagnie
- 1915 — Драма в замке д'Акр / Un drame au château d’Acre
- 1916 — О чём рассказывают волны / Се que les flots racontent
- 1916 — Прикрасы / Fioritures
- 1916 — Сумасшедший со скалы / Le Fou de la falaise
- 1916 — Перископ / Le Périscope
- 1916 — Смертоносные газы / Les Gaz mortels
- 1917 — Барбаросса / Barberousse
- 1917 — Зона смерти / La Zone de la mort
- 1917 — Право на жизнь / Le Droit à la vie
- 1917 — Матерь скорбящая / Mater Dolorosa
- 1918 — Се человек / Ecce Homo
- 1918 — Десятая симфония / La Dixième Symphonie
- 1919 — Я обвиняю / J’accuse
- 1923 — Колесо / La Roue
- 1924 — На помощь! / Au secours!
- 1927 — Наполеон / Napoléon
- 1928 — Марины и кристаллы / Marines et cristeaux (к/м)
- 1928 — Падение дома Ашеров / La Chute de la maison Usher (как актёр)
- 1931 — Конец мира / La fin du monde
- 1932 — Матерь скорбящая / Mater Dolorosa
- 1933 — Хозяин кузницы / Le Maître de forges (совместно с Фернаном Ривером)
- 1934 — Дама с камелиями / La Dame aux camélias (совместно с Фернаном Ривером)
- 1934 — Паяц / Poliche
- 1935 — Жером Перро, герой баррикад / Jérôme Perreau héros des barricades
- 1935 — Роман о бедном молодом человеке / Le Roman d’un jeune homme pauvre
- 1935 — Лукреция Борджиа / Lucrece Borgia
- 1935 — Наполеон / Napoléon
- 1937 — Великая любовь Бетховена / Un grand amour de Beethoven
- 1938 — Я обвиняю! / J’accuse
- 1938 — Похититель женщин / Le voleur de femmes
- 1939 — Луиза / Louise
- 1940 — Потерянный рай / Paradis perdu
- 1941 — Слепая Венера / Vénus aveugle
- 1943 — Капитан Фракасс / Le Capitaine Fracasse
- 1953 — Четырнадцатое июля / Quatorze juillet (документальный)
- 1955 — Нельская башня / La tour de Nesle
- 1956 — Мажирама / Magirama
- 1960 — Битва при Аустерлице / Austerlitz
- 1964 — Сирано и Д’Артаньян / Cyrano et d’Artagnan
- 1966 — Мария Тюдор / Marie Tudor (тв)
- 1971 — Бонапарт и революция / Bonaparte et la révolution

## Театральные постановки
- 1958, октябрь : «Собор пепла» / «La Cathédrale de cendres», по пьесе Берты Домингес Д. (исп. Berta Dominguez D.), актёры: Таня Балашова, Джанни Эспозито[фр.], Антуан Бальпетре, Роке Карбахо (исп. Roque Carbajo) и др., — Театр «Альянс Франсез», Париж[5][6]